# Naselje
Naselje (pl. naselja) é um settlement na Croácia, geralmente traduzido como assentamento. É a menor unidade de território croata. Assentamentos individuais são em geral referidos como selo (aldeia), enquanto naselje é uma categoria estatística e administrativa. As unidades de governo local na Croácia, cidades (em croata:  grad, gradovi) e municípios (em croata:  općina, općine), são compostos de um ou mais naselje. Existem atualmente 6.749 naselja na Croácia.
A Constituição da Croácia permite naselja para formar algum tipo de governo local, que normalmente é usado nas cidades.